# Minyichthys
Minyichthys är ett släkte av fiskar. Minyichthys ingår i familjen kantnålsfiskar.
Kladogram enligt Catalogue of Life:
| Minyichthys | \| \| Minyichthys brachyrhinus \| \| \| \| \| \| Minyichthys inusitatus \| \| \| \| \| \| Minyichthys myersi \| \| \| \| \| \| Minyichthys sentus \| \| \| \| |
|             | \| \| Minyichthys brachyrhinus \| \| \| \| \| \| Minyichthys inusitatus \| \| \| \| \| \| Minyichthys myersi \| \| \| \| \| \| Minyichthys sentus \| \| \| \| |
|             | Minyichthys brachyrhinus |
|             | |
|             | Minyichthys inusitatus |
|             | |
|             | Minyichthys myersi |
|             | |
|             | Minyichthys sentus |
|             | |